# 登瓦夏爭議
登瓦夏爭議（英語：Dengvaxia controversy，Dengvaxia issue或Dengvaxia mess）是关于在菲律宾使用抗登革热疫苗的持续争议。2017年，有几名菲律賓儿童死于因登革热疫苗的各种并发症。此后不久，登革熱疫苗生产商赛诺菲巴斯德发表声明说，在没有登革热感染的人使用疫苗的話會有更高風險，所以疫苗適合登革熱痊愈患者預防使用。2017年11月下旬，菲律賓衛生部暂停了有關学校的赛诺菲巴斯德登革熱疫苗接种计划。
截至2019年8月，已有600多名接种该疫苗的人死亡，其中大部分是儿童（尽管不一定是疫苗本身造成的），而菲律賓衛生部已禁止在该国销售或使用该疫苗。争议引起的恐慌使得该国对疫苗開始失去信心，並且菲律賓國民免疫率也有所降低，最終導致2019年菲律賓麻疹爆發。

## 另見
- 2019年菲律宾麻疹暴发：这场争议的后果